# سیارک ۴۰۳

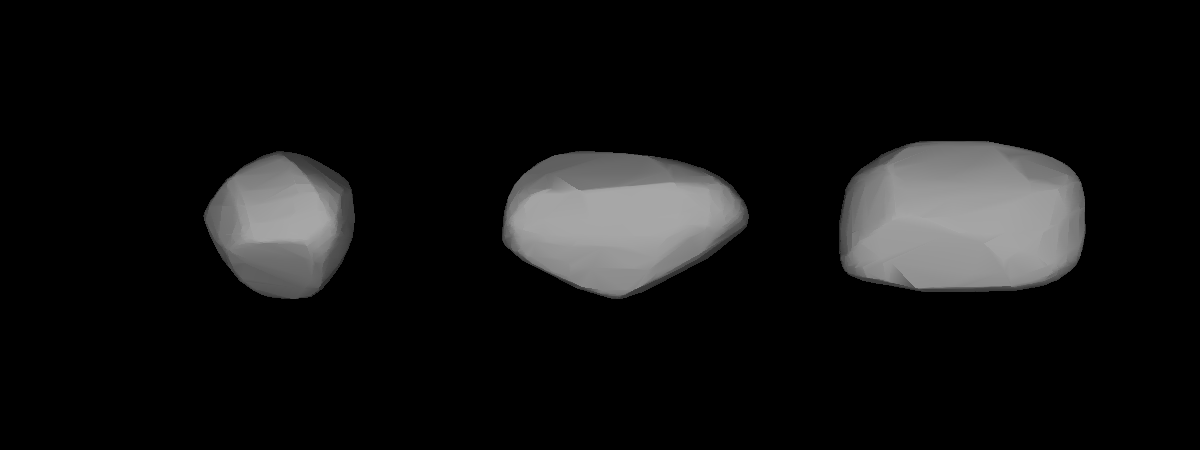
عکسی از سیارک 403

سیارک ۴۰۳ (به انگلیسی: 403 Cyane، نامگذاری:1895BX) چهارصد و سومین سیارک کشف شده‌است که در ۱۸ مه ۱۸۹۵ و در نیس کشف شد.
قدر مطلق سیارک برابر ۹٫۱۰ است.